# Бжегский повет
Бжегский повет (пол. Powiat brzeski) — повет (район) в Польше, входит как административная единица в Опольское воеводство. Занимает площадь 876,52 км². Население — 91 191 человек (на 31 декабря 2015 года).

## Административное деление
- города: Бжег, Гродкув, Левин-Бжески
- городские гмины: Бжег
- городско-сельские гмины: Гмина Гродкув, Гмина Левин-Бжески
- сельские гмины: Гмина Любша, Гмина Ольшанка, Гмина Скарбимеж

## Демография
Население повета дано на 31 декабря 2015 года.
| Перепись            | Всего  | Мужчины | Женщины |
| ------------------- | ------ | ------- | ------- |
| Всего               | 91 191 | 44 416  | 46 775  |
| Городское население | 51 149 | 24 278  | 26 871  |
| Сельское население  | 40 042 | 20 138  | 19 904  |